# Liste des baies et golfes de Colombie
Ci-dessous une liste des baies et golfes de Colombie.
| Nom                          | Facade    | Département                                         | Coordonnées                  |
| ---------------------------- | --------- | --------------------------------------------------- | ---------------------------- |
| Golfe du Venezuela           | Caraïbe   | La Guajira — Zulia (Venezuela) — Falcón (Venezuela) | 11° 30′ N, 71° 00′ O         |
| Baie de Cocinetas            | Caraïbe   | La Guajira — Zulia                                  | 11° 50′ N, 71° 22′ O         |
| Baie Tukakas                 | Caraïbe   | La Guajira                                          | 11° 54′ 47″ N, 71° 18′ 43″ O |
| Baie Hondita                 | Caraïbe   | La Guajira                                          | 12° 24′ 11″ N, 71° 41′ 42″ O |
| Baie Honda                   | Caraïbe   | La Guajira                                          | 12° 20′ 56″ N, 71° 47′ 24″ O |
| Baie Portete                 | Caraïbe   | La Guajira                                          | 12° 13′ N, 71° 56′ O         |
| Baie Concha                  | Caraïbe   | Magdalena                                           | 11° 18′ 18″ N, 74° 09′ 36″ O |
| Baie de Taganga              | Caraïbe   | Magdalena                                           | 11° 15′ 58″ N, 74° 11′ 37″ O |
| Baie de Santa Marta          | Caraïbe   | Magdalena                                           | 11° 14′ 24″ N, 74° 13′ 19″ O |
| Baie Gaira                   | Caraïbe   | Magdalena                                           | 11° 12′ 00″ N, 74° 13′ 52″ O |
| Baie de Carthagène des Indes | Caraïbe   | Bolívar                                             | 10° 21′ 54″ N, 75° 31′ 48″ O |
| Baie Barbacoas               | Caraïbe   | Bolívar                                             | 10° 12′ N, 75° 34′ O         |
| Golfe de Morrosquillo        | Caraïbe   | Sucre — Córdoba                                     | 9° 32′ N, 75° 42′ O          |
| Baie Arboletes               | Caraïbe   | Córdoba — Antioquia                                 | 8° 52′ 16″ N, 76° 25′ 12″ O  |
| Baie Sabanilla               | Caraïbe   | Antioquia                                           | 8° 41′ 24″ N, 76° 38′ 49″ O  |
| Golfe d'Urabá                | Caraïbe   | Antioquia — Chocó                                   | 8° 23′ N, 76° 56′ O          |
| Baie Colombia                | Caraïbe   | Antioquia                                           | 7° 55′ N, 76° 50′ O          |
| Baie Marirrío                | Caraïbe   | Antioquia                                           | 8° 01′ 30″ N, 76° 54′ 36″ O  |
| Baie Candelaria              | Caraïbe   | Antioquia                                           | 8° 07′ 37″ N, 76° 55′ 30″ O  |
| Baie Severa                  | Caraïbe   | Antioquia — Chocó                                   | 8° 16′ N, 77° 01′ O          |
| Baie de Triganá              | Caraïbe   | Chocó                                               | 8° 22′ 26″ N, 77° 06′ 58″ O  |
| Golfe de Darién              | Caraïbe   | Córdoba — Antioquia — Chocó — Kuna Yala (Panama)    | 9° 11′ N, 77° 00′ O          |
| Baie de San Andrés           | Caraïbe   | San Andrés y Providencia                            | 12° 34′ 28″ N, 81° 41′ 47″ O |
| Baie de Humboldt             | Pacifique | Chocó                                               | 6° 58′ 48″ N, 77° 41′ 42″ O  |
| Baie Aguacate u Octavia      | Pacifique | Chocó                                               | 6° 46′ N, 77° 37′ O          |
| Golfe de Cupica              | Pacifique | Chocó                                               | 6° 29′ N, 77° 29′ O          |
| Baie Cupica                  | Pacifique | Chocó                                               | 6° 39′ 47″ N, 77° 27′ 00″ O  |
| Baie Chirichiri              | Pacifique | Chocó                                               | 6° 33′ N, 77° 21′ O          |
| Baie Nabugá                  | Pacifique | Chocó                                               | 6° 24′ 18″ N, 77° 22′ 19″ O  |
| Baie El Fondiadero           | Pacifique | Chocó                                               | 6° 21′ 07″ N, 77° 23′ 24″ O  |
| Baie Solano                  | Pacifique | Chocó                                               | 6° 15′ N, 77° 25′ O          |
| Golfe de Tribugá             | Pacifique | Chocó                                               | 5° 49′ N, 77° 25′ O          |
| Baie de Málaga               | Pacifique | Valle del Cauca                                     | 3° 58′ N, 77° 19′ O          |
| Baie de Buenaventura         | Pacifique | Valle del Cauca                                     | 3° 48′ 18″ N, 77° 12′ 00″ O  |
| Baie Guapi                   | Pacifique | Nariño                                              | 2° 39′ 36″ N, 78° 05′ 46″ O  |
| Baie de Tumaco               | Pacifique | Nariño                                              | 1° 52′ N, 78° 40′ O          |
| Baie Ancón de Sardinas       | Pacifique | Nariño — Esmeraldas (Équateur)                      | 1° 28′ 01″ N, 78° 58′ 48″ O  |

## Carte
| Carte des baies et golfes de Colombie · Golfe du Venezuela · Baie de Cocinetas · Baie Tukakas · Baie Hondita · Baie Honda · Baie Portete · Baie Concha · Baie de Taganga · Baie de Santa Marta · Baie Gaira · Baie de Carthagène des Indes · Baie Barbacoas · Golfe de Morrosquillo · Baie Arboletes · Baie Sabanilla · Golfe d'Urabá · Baie Colombia · Baie Marirrío · Baie Candelaria · Baie Severa · Baie de Triganá · Golfe de Darién · Baie de San Andrès · Baie de Humboldt · Baie Aguacate u Octavia · Golfe de Cupica · Baie Cupica · Baie Chirichiri · Baie Nabugá · Baie El Fondiadero · Baie Solano · Golfe de Tribugá · Baie de Málaga · Baie de Buenaventura · Baie Guapi · Baie de Tumaco · Baie Ancón de Sardinas |